# Barbara Pickersgill
Barbara Pickersgill (née en 1940) est une botaniste britannique qui s'intéresse particulièrement à la domestication des cultures, à la génétique, à la taxonomie et à la biologie évolutive des plantes cultivées, ainsi qu'à la préservation de la diversité des cultures.

## Biographie
Sa thèse de 1966 pour le diplôme de docteur en philosophie de l'Université de l'Indiana porte sur la taxonomie de Capsicum chinense  sous la direction de Charles Bixler Heiser (en).
Lorsqu'elle reçoit la Médaille linnéenne en 1993, il est noté qu'elle "est bien connue dans le monde entier pour ses recherches distinguées sur la génétique, la cytologie et la systématique du genre Capsicum ". En plus d'enquêter sur les origines des espèces de poivrons domestiqués, elle étudie également les origines d'autres plantes cultivées, notamment Vicia, Psophocarpus, Lens, Cicer, Arachis, Ananas, Gossypium, Ipomoea et Zea. Elle effectue également des expéditions de collecte au Pérou, au Brésil, au Belize et en Papouasie-Nouvelle-Guinée .
En 2005, elle prend sa retraite de l'École des sciences biologiques de l'Université de Reading, pour devenir associée de recherche honoraire. Elle travaille sur la systématique moléculaire et l'utilisation des espèces sauvages dans l'amélioration des piments d'élevage (Capsicum), la recherche sur la domestication des cultures, notamment le haricot commun, Phaseolus vulgaris, en collaboration avec le Centro Internacional de Agricultura Tropical (CIAT) en Colombie, la diversité génétique, la conservation et l'amélioration des cultures tropicales telles que le Quinoa (Chenopodium quinoa), en collaboration avec le Centro Internacional de la Papa (CIP) au Pérou et le Bananier (espèce Musa) des hautes terres d'Afrique de l'Est.
En 2000, elle est présidente de la Society for Economic Botany .
Le 4 août 2006, la Linnean Society de Londres organise une conférence d'une journée en l'honneur de Pickersgill .